# Command & Conquer: Tiberium Alliances
Command & Conquer: Tiberium Alliances ist ein browserbasiertes Massive Multiplayer Online Game (MMOG) des deutschen Studios EA Phenomic, das offiziell am 24. Mai 2012 den Betrieb aufgenommen hat. Es baut auf dem Tiberium-Universum der Command-&-Conquer-Saga auf, allerdings gibt es keine Handlung, lediglich die Einheiten sind der Originalreihe vom Namen und Aussehen her angelehnt.

## Spielprinzip
Im Spiel geht es darum, eine zunehmende Zahl an Stützpunkten mithilfe von Ressourcen (Tiberium, Kristall, Credits, Strom) aufzubauen. Diese Ressourcen kann der Spieler gewinnen, indem er die Stützpunkte der Vergessenen angreift und zerstört oder selbst Ressourcenfelder in seiner Basis „erntet“. Die Ressourcen werden zum Aufbau einer Armee verwendet. Mit dieser kann der Spieler andere Spieler oder die Stützpunkte der Vergessenen angreifen. Während die Stützpunkte der Vergessenen für immer von der Welt verschwinden, können andere Spieler jederzeit ihre Basis wieder an einer anderen Stelle neu errichten, diese verliert dann lediglich Ressourcen.
Ziel des Spieles ist die Kontrolle über die Mitte, in der ein riesiger Stützpunkt der Vergessenen liegt, den es zu zerstören gilt. Da der Aufbau der Armee allerdings von einem Level-up-System mit exponentiell ansteigenden Kosten für die Armee verbunden ist, dauert es Monate, bis die Spieler die Mitte erreichen. Dies ist allerdings dann zunächst nur denjenigen Spielern vorbehalten, die in ein sehr aktives Bündnissystem (Allianz) eingetreten sind. Denn diese Allianz kann bestimmte Punkte erobern und somit weitere Ressourcen und auch Kampfbonuspunkte gewinnen. Infolgedessen versuchen alle Spieler der bestmöglichen Allianz beizutreten, was zur Folge hat, dass die beste Allianz nicht nur über die besten (aktivsten) Spieler verfügt, sondern auch zusätzlich die höchsten Levels hat und die nächsten Levels dank der Extra-Bonuspunkte noch einfacher erreicht.
Die Mitglieder der Allianzen, die bis zu 50 Spieler haben, kommunizieren meist über Teamspeak mit einem Headset miteinander, wodurch starke Bindungen der Spieler untereinander entstehen.

## Entwicklerfirma
Im Juli 2013 schloss EA das 2006 gekaufte deutsche Entwickler-Studio Phenomic und entließ 60 Mitarbeiter. Das Spiel wurde aber durch eine Firma in Schweden weiter betreut. Im April 2015 ging die Betreuung auf das Unternehmen Envision Entertainment über, das von ehemaligen Phenomic-Entwicklern gegründet worden war.

## Rezeption
Von einem Teil der Spielerschaft wurde das Monetarisierungskonzept von „Command & Conquer: Tiberium Alliances“ kritisiert. Der Spieler muss kostenpflichtig Funds kaufen, um zum Beispiel mehr Angriffe pro Tag machen zu können. Tiberium Alliances hatte zeitweise über 1 Million Spieler.